# Działoszyn (województwo dolnośląskie)
Działoszyn (niem. Königshain) – wieś w Polsce położona w województwie dolnośląskim, w powiecie zgorzeleckim, w gminie Bogatynia.

## Położenie
Działoszyn to duża wieś łańcuchowa o długości około 2,3 km, leżąca na Pogórzu Izerskim, w kotlinowatym obniżeniu Wyniosłości Działoszyńskiej, u południowego wylotu Obniżenia Żytawsko-Zgorzeleckiego, na wysokości około 290–350 m n.p.m.

## Podział administracyjny
W latach 1945–1954 siedziba gminy Działoszyn. W latach 1975–1998 miejscowość administracyjnie należała do województwa jeleniogórskiego.

## Demografia
Według Narodowego Spisu Powszechnego (III 2011 r.) liczył 597 mieszkańców. Jest czwartą co do wielkości miejscowością gminy Bogatynia.

## Nazwa
Bezpośrednio po II wojnie światowej miejscowość nosiła nazwę Królewszczyzna.

## Zabytki
Do wojewódzkiego rejestru zabytków wpisane są:
- zespół kościoła parafialnego
  - kościół pw. św. Bartłomieja, z XVI w., XVIII w. jest siedzibą parafii w strukturze kościoła rzymskokatolickiego; parafia należy do metropolii wrocławskiej, diecezji legnickiej, w dekanacie Bogatynia
  - cmentarz parafialny przy kościele
    - kostnica, z pierwszej połowy XIX w.
    - dom grabarza, z pierwszej połowy XIX w.
    - kaplica, z pierwszej połowy XIX w.
    - ogrodzenie, mur kamienny

  - plebania, z lat 1818-1821
- budynek wozowni, szachulcowy, z bramą, w zagrodzie nr 17, z 1838 r.
- dom, szachulcowy, nr 163, z trzeciej ćwierci XIX w., początek XX w.
- kuźnia, przy drodze z Bratkowa do Bogatyni, z pierwszej połowy XIX w.